# (7532) Pelhřimov
(7532) Pelhřimov ist ein Asteroid des mittleren Hauptgürtels, der am 22. Oktober 1995 vom tschechischen Astronomen Miloš Tichý am Kleť-Observatorium (IAU-Code 046) in Südböhmen auf dem Kleť in der Nähe der Stadt Český Krumlov entdeckt wurde.
Der Asteroid wurde am 11. November 2000 nach der tschechischen Stadt Pelhřimov in der südostböhmischen Region Vysočina benannt, deren historisches Stadtzentrum 1969 zum städtischen Denkmalreservat erklärt wurde.